# Calumma crypticum
Calumma crypticum là một loài thằn lằn trong họ Chamaeleonidae. Loài này được Raxworthy & Nussbaum mô tả khoa học đầu tiên năm 2006. Loài tắc kè hoa này sinh sống ở Đông Madagascar.

## Phân bố
Calumma crypticumlà loài đặc hữu của miền đông Madagascar, nơi nó là loài sống ở độ cao trung bình, có độ cao từ 1.050 đến 1.850 m trên mực nước biển. Phạm vi phân bố kéo dài từ Khối núi Tsaratanana và Khối núi Ivakoany. Nó là một loài sống trên cây, sinh sống trong các khu rừng ẩm ướt; phạm vi phân bố của loài này khá loang lổ do rừng bị phá trên các cao nguyên trung tâm giữa các khối núi, nhưng có một quần thể phụ xung quanh Ambohitantely ở phía tây trung tâm của đảo. 

## Tình trạng
Loài tắc kè hoa này có sự phân bố rộng rãi và xuất hiện ở một số khu bảo tồn. Môi trường sống thích hợp đang bị phá cho nông nghiệp và dân số đang giảm dần, tuy nhiên loài này đủ phổ biến đến mức Liên minh Bảo tồn Thiên nhiên Quốc tế đã đánh giá tình trạng bảo tồn của nó là loài ít quan tâm.